# حي السلام (الرياض)
حي السلام هو حي سكني في شرق مدينة الرياض في السعودية. يتبع إداريا لبلدية النسيم، يقابله في الغرب حي الروابي وفي الشرق حي النسيم الغربي وفي الشمال حي المنار وفي الجنوب الغربي حي الفيحاء وفي الجنوب الشرقي حي السعادة.

## حدائق الحي
هناك عدة حدائق في حي السلام، من ضمنها:
- حديقة الأريج.[3][4]
- حديقة السلام الأولى.[5][3]
- حديقة السلام الثانية.[3]
- حديقة السلام الثالثة.[3]
- حديقة السلام الرابعة.[3]
- ملاعب البلدية - حي السلام.

## مرافق حكومية

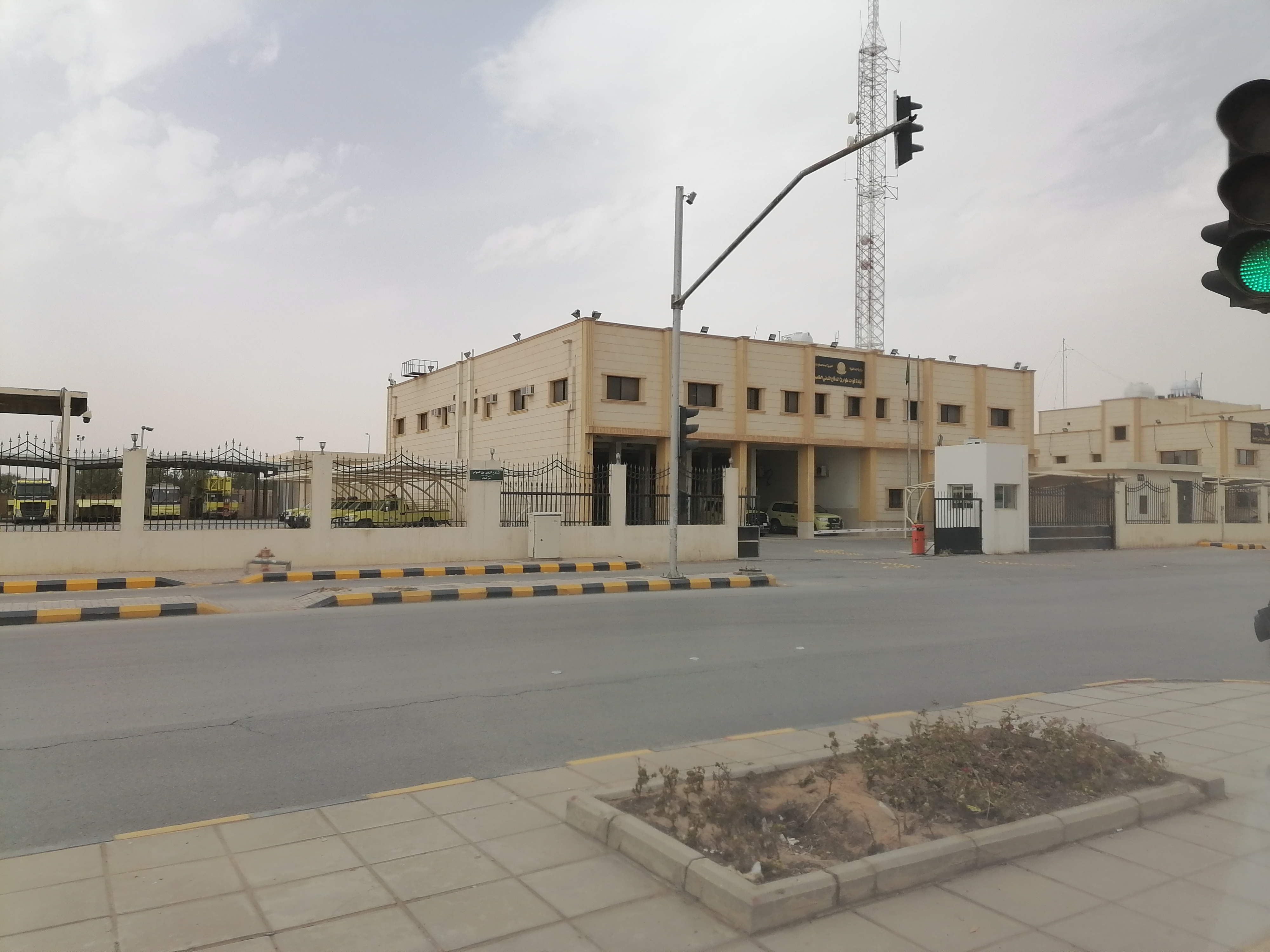
صورة لـ"قيادة قوات طوارئ الدفاع المدني الخاصة" على شارع الزبير بن العوام في حي السلام بمدينة الرياض بالمملكة العربية السعودية.

### مدارس
- ابتدائية 136.
- ابتدائية حسن آل الشيخ
- إبتدائية حجر بن عدي
- متوسطة ميمون بن مهران
- متوسطة حي السلام

### دفاع مدني
- الدفاع المدني بحي السلام

### مراكز شرطة
- مركز شرطة المنار

### مستشفيات
- مركز محمد بن نايف الطبي لحرس الحدود

### معاهد
- معهد حرس الحدود بالرياض

## معرض صور

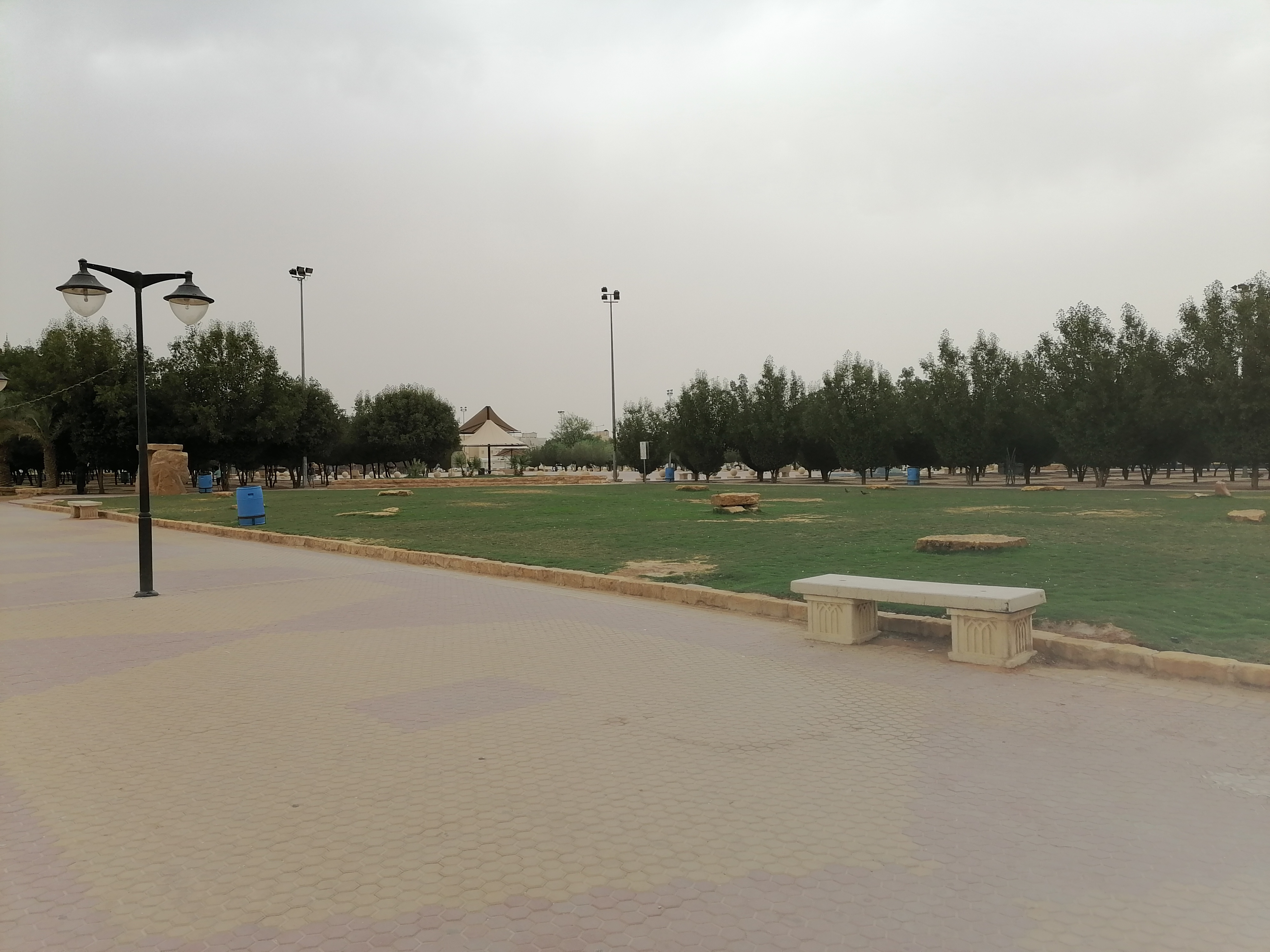
حديقة الأريج
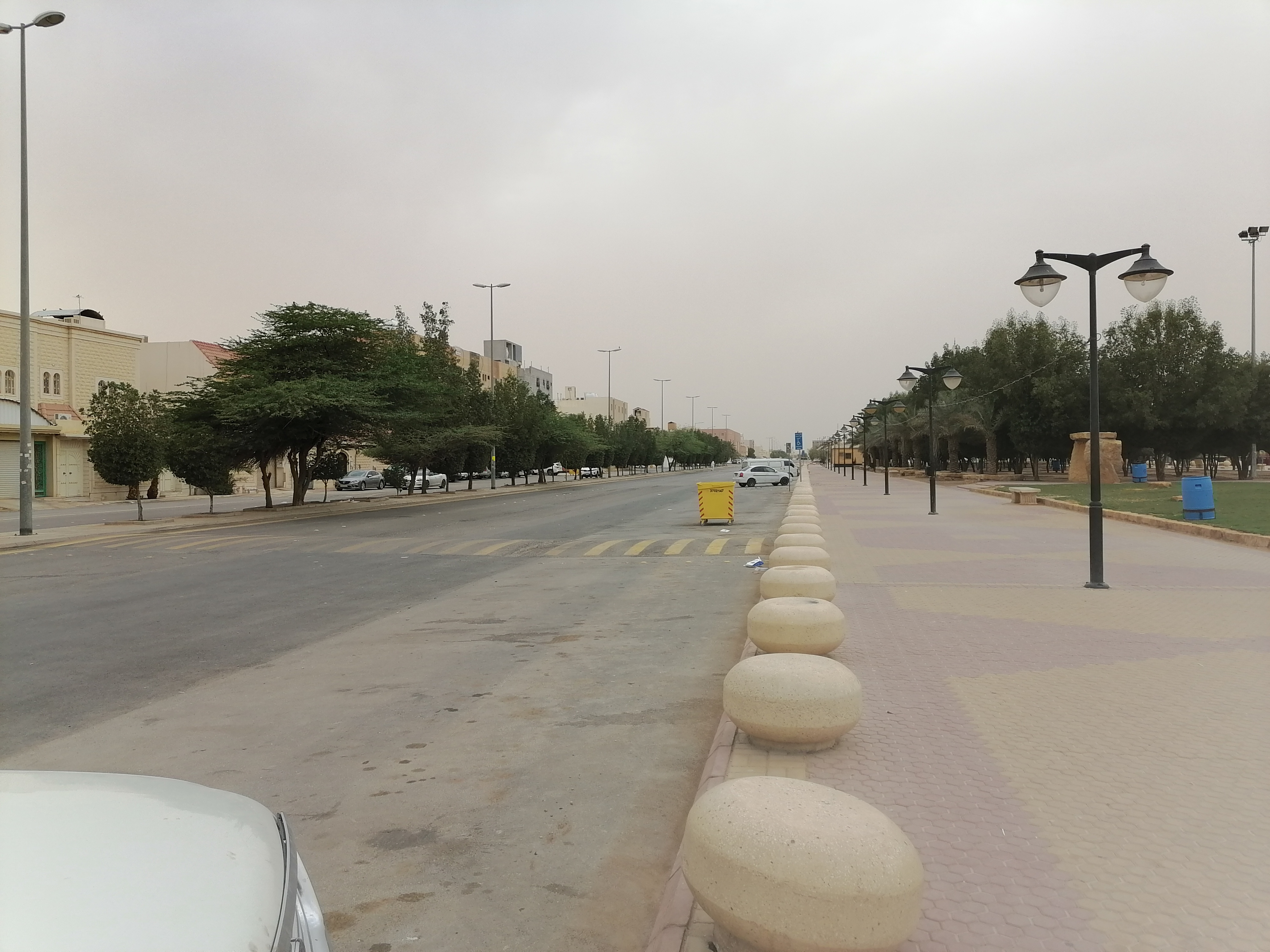
حديقة الأريج (على اليمين)، شارع ابن هدهود (على اليسار)
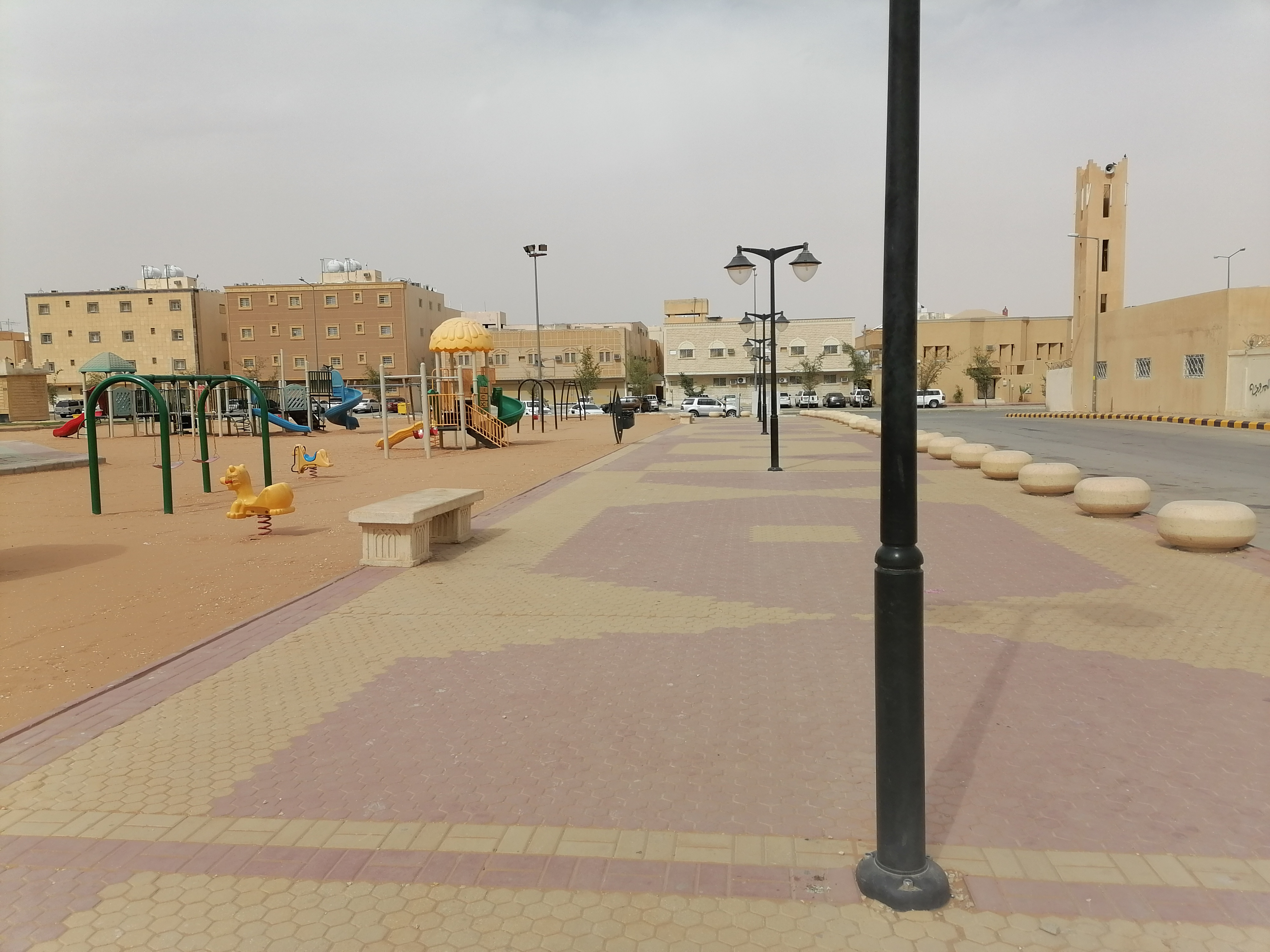
حديقة الأريج
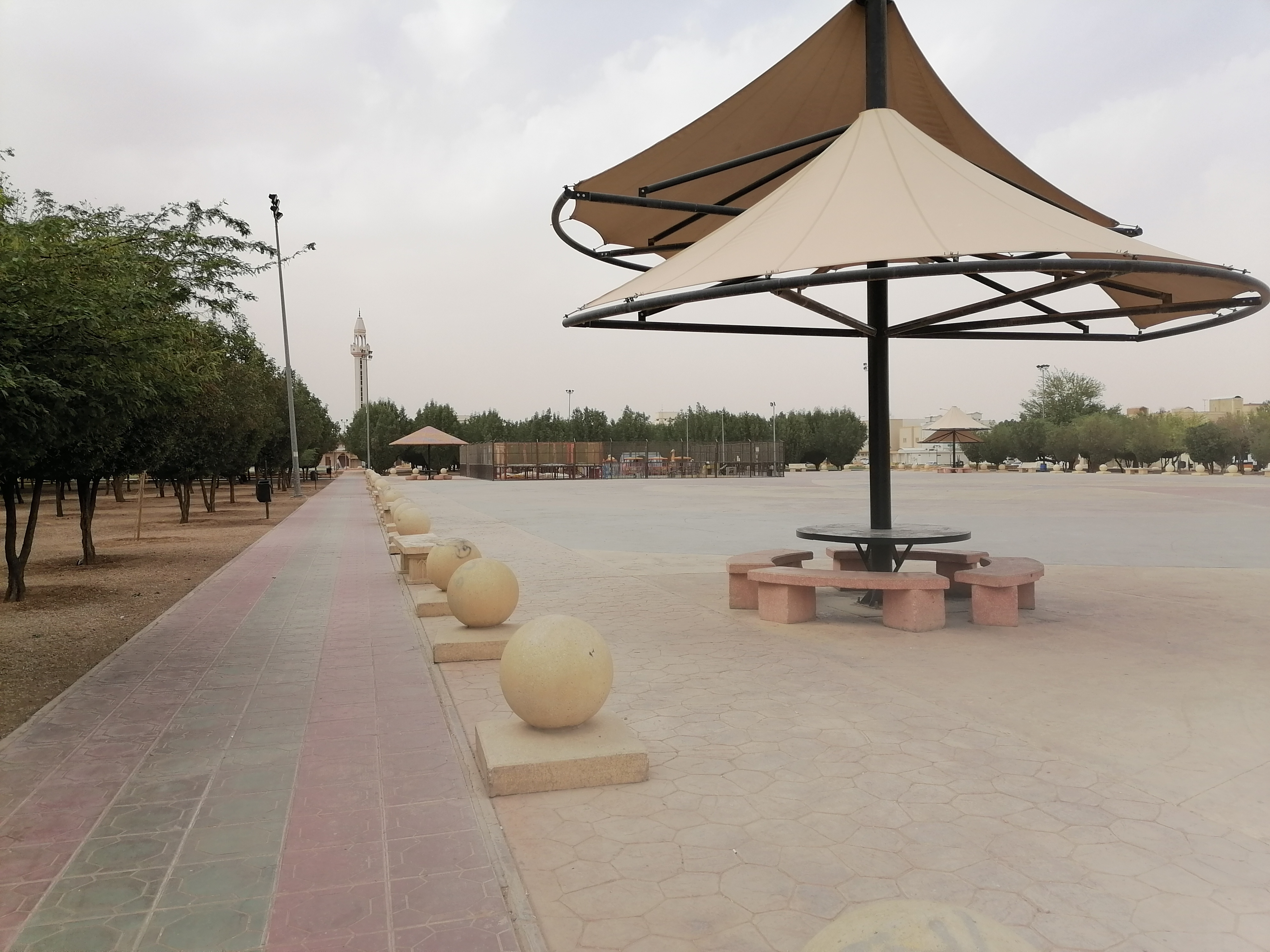
حديقة الأريج
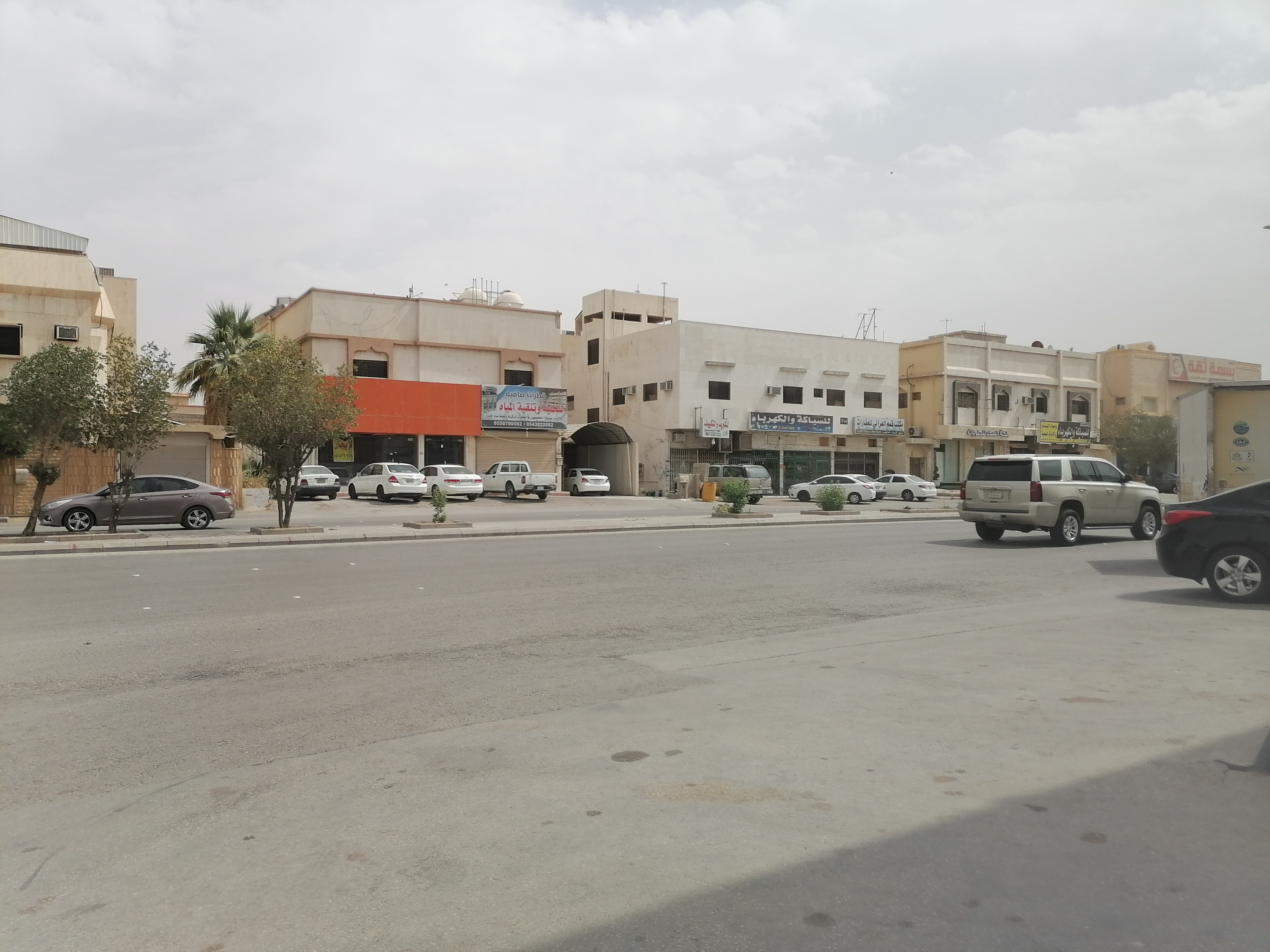
شارع الزبير بن العوام
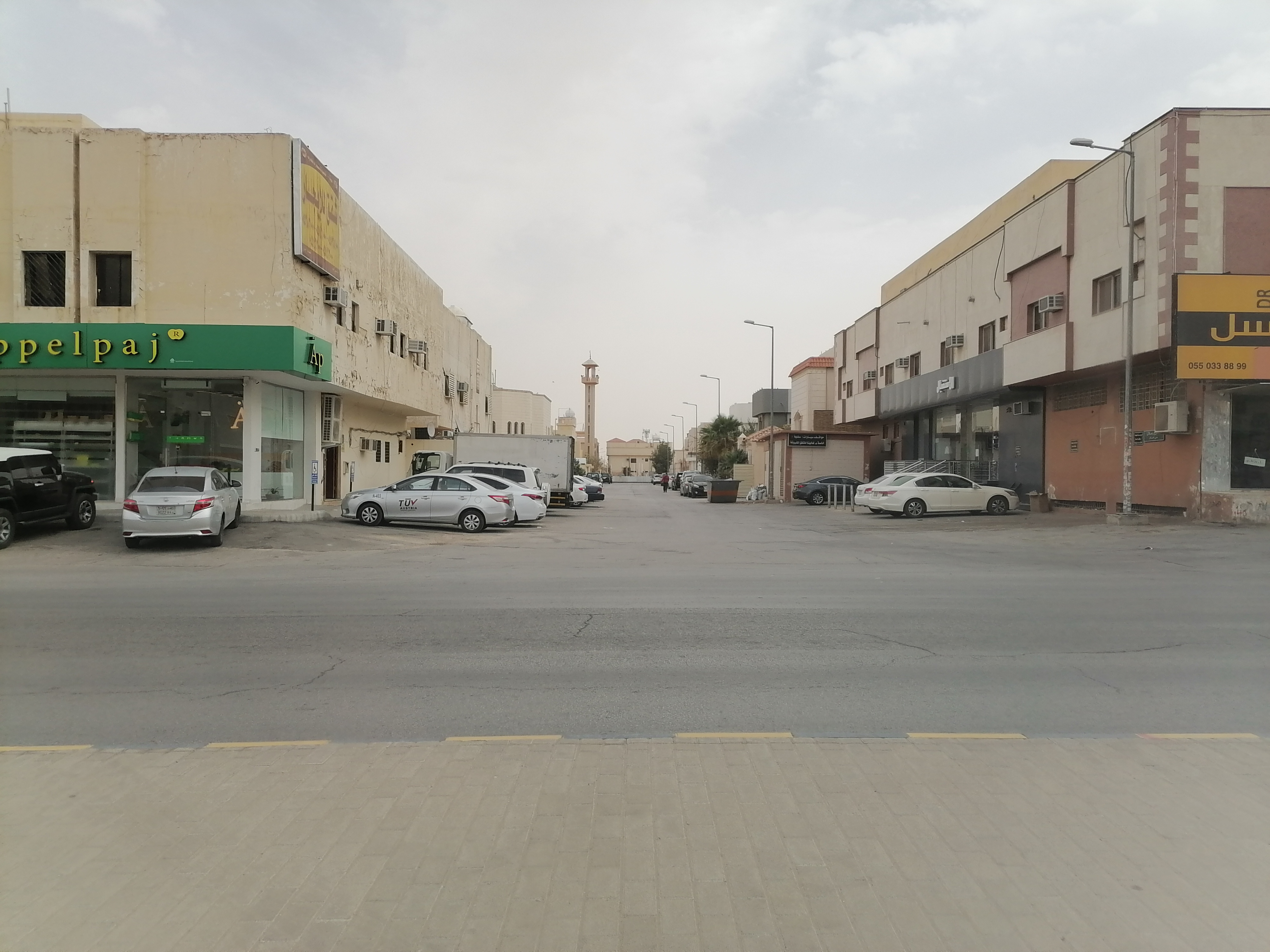
شارع فرعي عند شارع الزبير بن العوام